# Římskokatolická farnost Kapličky
Římskokatolická farnost Kapličky je zaniklým územním společenstvím římských katolíků v rámci českokrumlovského vikariátu českobudějovické diecéze.

## O farnosti

### Historie
Plebánie byla zřízena v roce 1377. Duchovní správu zde převzali od roku 1642 vyšebrodští cisterciáci. Farní kostel sv. Jana a Pavla byl postaven jako novostavba v roce 1896. Obec Kapličky byla po druhé světové válce administrativně zrušena a později včetně kostela zbourána. Název Kapličky byl druhotně přenesen na část zástavby obce Loučovice na území farnosti Kapličky s gotickým filiálním kostelem sv. Oldřicha.

### Současnost
Bývalá farnost Kapličky byla začleněna do římskokatolické farnosti Vyšší Brod.
| Kostel                  | Místo            | Bohoslužba    | Bohoslužba    | Poznámka             |
| ----------------------- | ---------------- | ------------- | ------------- | -------------------- |
| Kostel sv. Jana a Pavla | Kapličky         | nelze sloužit | nelze sloužit | zbořený farní kostel |
| Kostel sv. Oldřicha     | Loučovice – část | neděle        | 9.45          | filiální kostel      |